# Anta de Pendilhe
Pour les articles homonymes, voir Anta (homonymie).
L'Anta de Pendilhe est un dolmen situé dans la paroisse de Pendilhe, dans la municipalité de Vila Nova de Paiva, dans le district de Viseu, au Portugal.

## Description
Le dolmen a été édifié à la fin du IVe ou au début du IIIe millénaire av. J.-C.
Il est constitué d'un corridor d'environ 4 m de long débouchant sur une chambre funéraire. Le corridor ne compte plus que deux petites pierres. La chambre funéraire est mieux conservée, constituée de neuf pierres dressées formant un polygone, recouvertes d'une table en granite.

## Protection
L'Anta de Pendilhe a été classée Monument d'intérêt public en 2002.

## Galerie

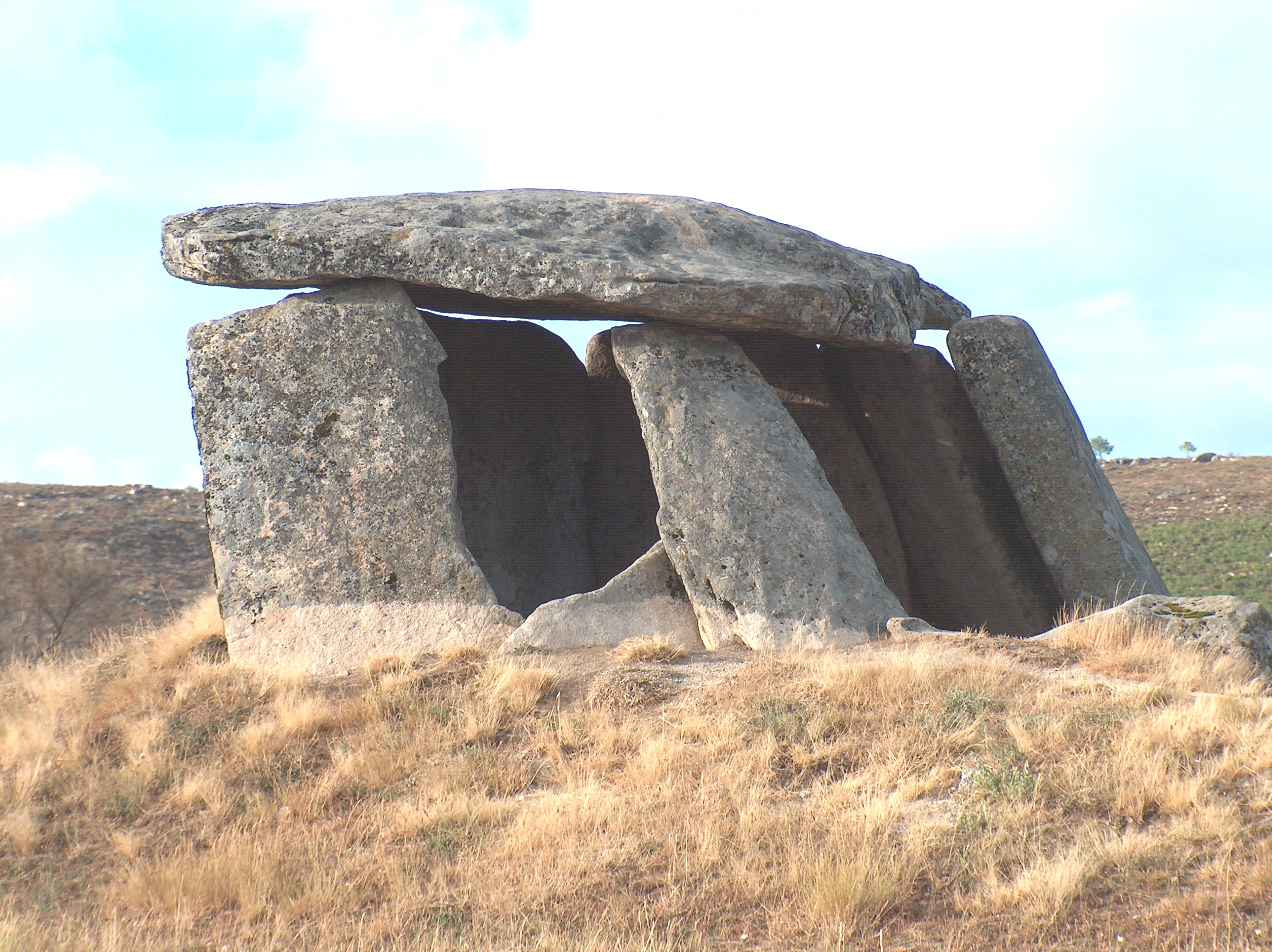
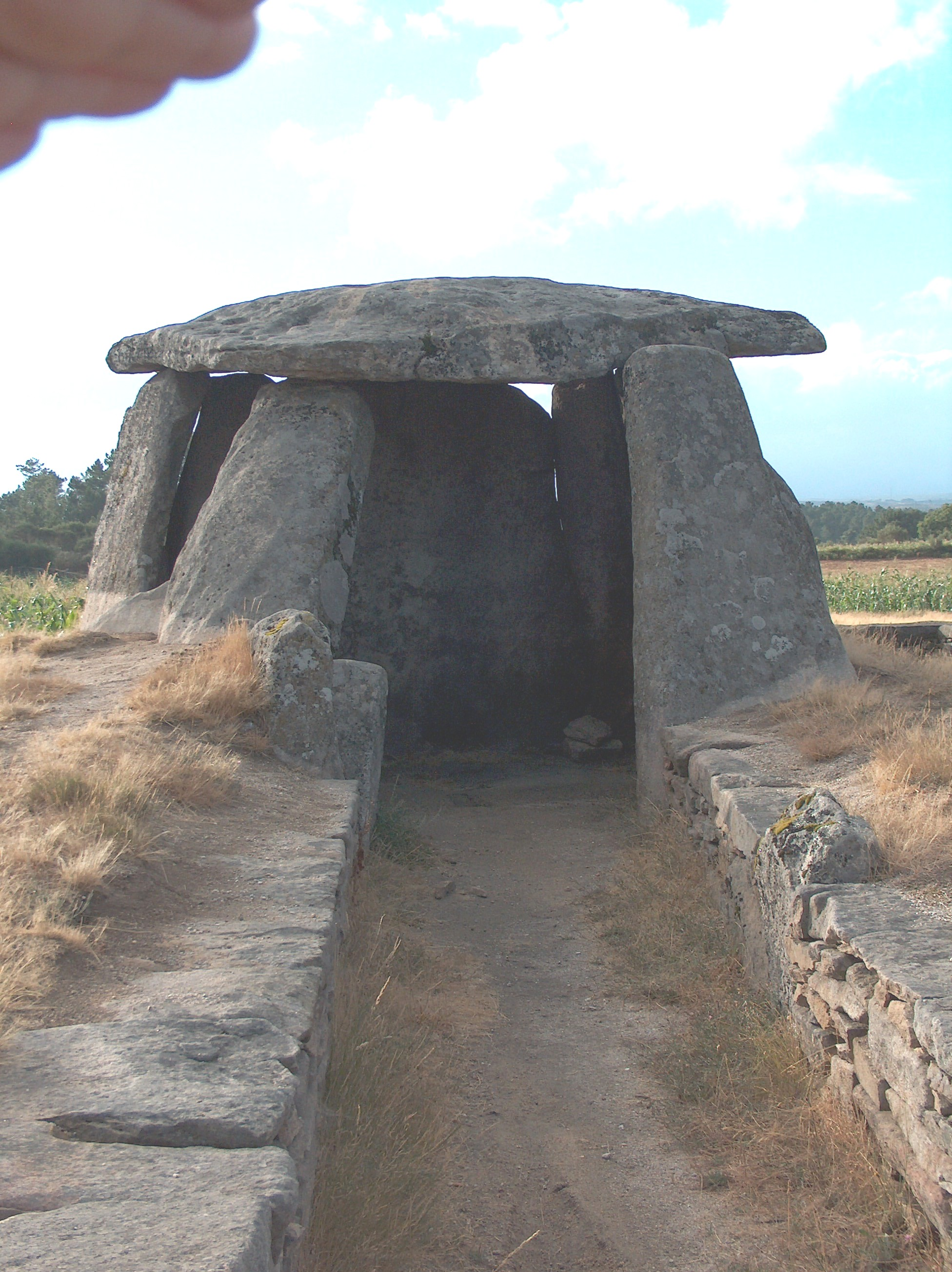
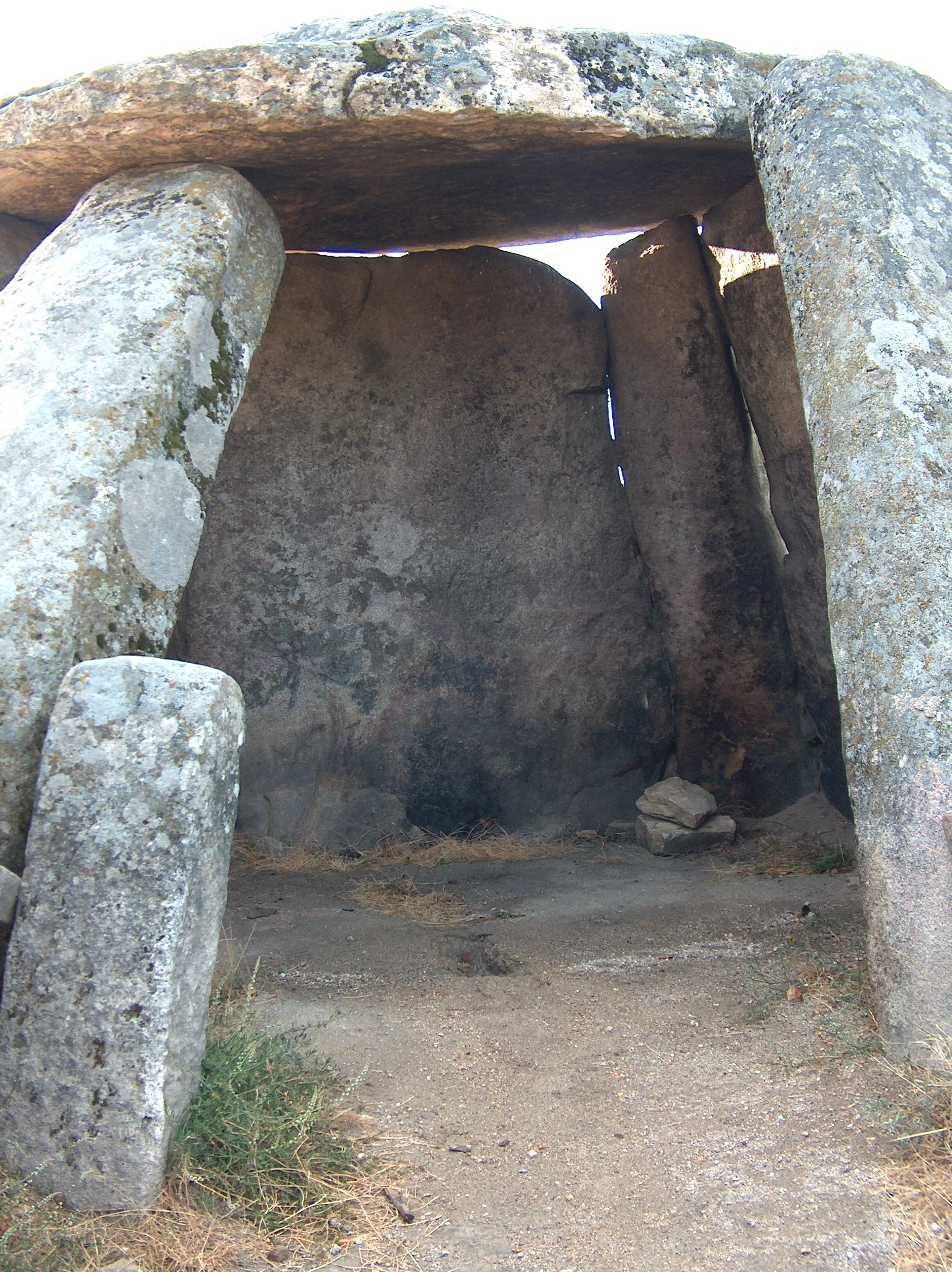
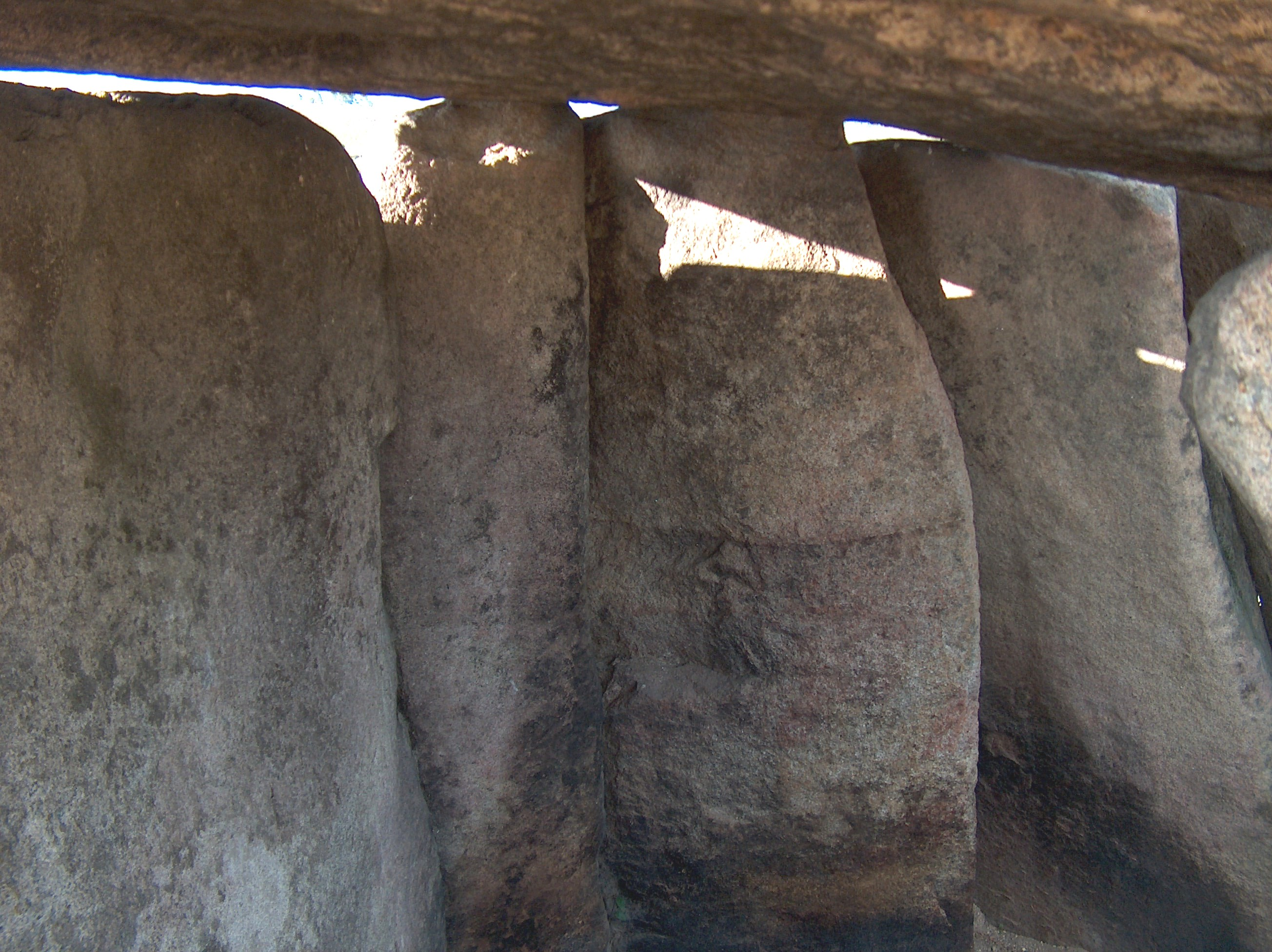